# Božidar Kalmeta
Božidar Kalmeta (Zadar, 15. siječnja 1958.), hrvatski političar, bivši ministar mora, prometa i infrastrukture u Vladi Republike Hrvatske.
Diplomirao je na Agronomskom fakultetu u Zagrebu. Zaposlio se u poduzeću "Maraska" u Zadru, gdje je obavljao razne rukovodeće funkcije. 1993. godine postao je zamjenikom gradonačelnika Zadra, a od 1994. do 2003. godine obnašao je dužnost gradonačelnika. Od 1995. do 2003. bio je i zastupnik u Hrvatskom saboru. Obnašao je stranačke dužnost u Zadru i Zadarskoj županiji. Na VII. Općem saboru HDZ-a izabran za potpredsjednika HDZ na listi Ivića Pašalića, ali nakon poraza Pašalića za predsjednika stranke priklanja se Ivi Sanaderu.
Danas je član Predsjedništva HDZ-a.
Na parlamentarnim izborima 2003. godine izborna lista HDZ-a u IX. izbornoj jedinici, čiji je nositelj bio Kalmeta, dobila je devet zastupničkih mjesta, čime je u velikoj mjeri doprinio izbornoj pobjedi HDZ-a na tim izborima. Nakon izbora, mandatar nove Vlade Sanader ponudio mu je mjesto ministra mora, turizma, prometa i razvitka. Kalmeta je tako došao na čelo jednog velikog resora (mega-ministarstva), koji je dotad obuhvaćao tri ministarstava. Jedan od velikih uspjeha tog ministarstva pod vodstvom Kalmete jest završetak izgradnje autoceste A1 i nastavak daljnje izgradnje prometne infrastrukture.
Na parlamentarnim izborima 2007. ponovno je izborio zastupničko mjesto, ali je nastavio obnašati dužnost ministra u novoj Vladi.
Govori engleski i talijanski.

## Zanimljivosti
Božidar Kalmeta je potomak iseljenika iz 18. vijeka s prostora Albanije (pod turskom vlašću), koji su naseljavali Mletačku republiku (Zadar, Arbanasi...). Neki ljudi su uzimali za prezimena nazive sela u kojima su rođeni. U sjevernoj Albaniji postoji selo Kallmet i Madh.

## Poveznice
- Vlada Republike Hrvatske